# استيبان جيرارد
استيبان جيرارد (بالإسبانية: Esteban Gerard)‏ هو بحار مكسيكي، ولد في 28 فبراير 1953 في مدينة مكسيكو في المكسيك.

## وصلات خارجية
- استيبان جيرارد على موقع أوليمبيديا (الإنجليزية)